# 聖若翰洗者主教座堂 (拉古薩)

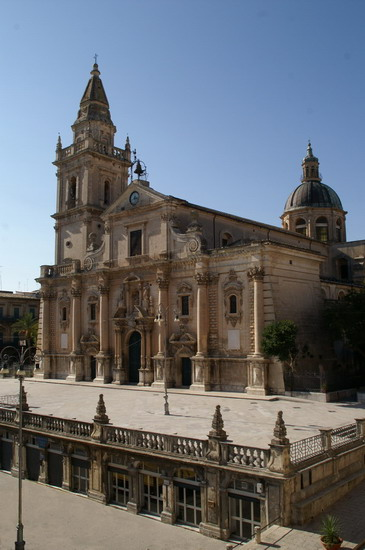
圣若翰洗者主教座堂

圣若翰洗者主教座堂（Cattedrale di San Giovanni Battista）是天主教拉古萨教区的主教座堂，西西里拉古萨的主要古迹之一。

## 历史

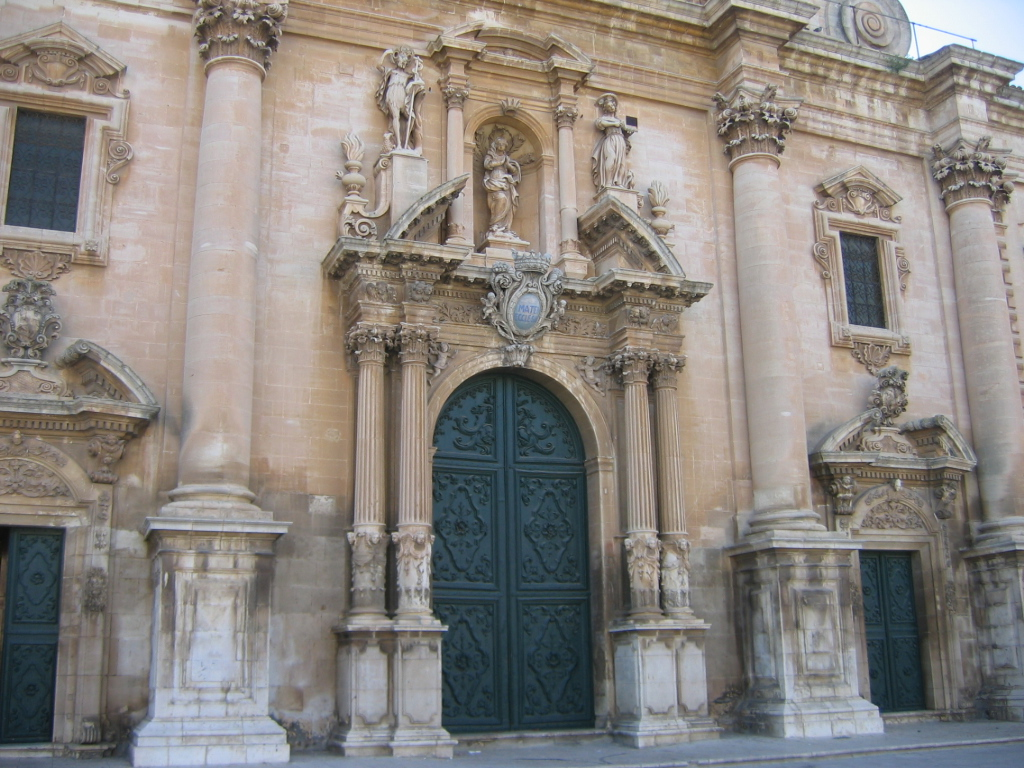

1693年西西里地震前，圣若翰洗者堂位于拉古萨旧城以西的中世纪城堡下，现在的圣Agnes堂所在地。
它受地震严重破坏，被重建在拉古萨新上城“Patro”区的中心。 1694年4月15日举行奠基仪式，同年8月16日开放。但很快就发现教堂太小，不能满足需要。因此，于1718年，阿奇雷亚莱的两位建筑大师Giuseppe Recupero 和 Giovanni Arcidiacono在此开始兴建一个更大的教堂。一些建筑细节为巴洛克式，与阿奇雷亚莱和卡塔尼亚有显著的相似之处
1950年，拉古萨教区成立，该堂成为主教座堂。